# Drapelul Zambiei

Raport: 2:3

Drapelul Zambiei a fost adoptat la 24 octombrie, 1964. A fost ușor modificat în 1996.
Verdele de pe steag reprezintă resursele naturale, iar roșul simbolizează lupta pentru libertate, negrul - poporul din Zambia, iar portocaliul, bogățiile minerale. Vulturul reprezintă capacitatea oamenilor de a se ridica deasupra problemelor națiunii.
A fost proiectat de Gabriel Ellison, OGDS, MBE, care de asemenea a creat stema națională și multe din timbrele Zambiei.